# Rząd Élisabeth Borne
Rząd Élisabeth Borne – 43. rząd V Republiki Francuskiej funkcjonujący od maja 2022 do stycznia 2024. Powołał go prezydent Emmanuel Macron. Zastąpił funkcjonujący od 2020 rząd Jeana Castex.
16 maja 2022, wkrótce po prezydenckiej reelekcji Emmanuela Macrona, Jean Castex podał gabinet do dymisji, która została przyjęta. Tego samego dnia na urząd premiera powołana została Élisabeth Borne. Pełny skład nowego rządu ogłoszono 20 maja 2022.
4 lipca 2022, wkrótce po wyborach parlamentarnych z czerwca 2022, dokonano rekonstrukcji gabinetu, przy czym Élisabeth Borne pozostała na stanowisku premiera.
8 stycznia 2024 Élisabeth Borne podała się do dymisji, która została przyjęta przez prezydenta Emmanuela Macrona. Następnego dnia na funkcji premiera zastąpił ją Gabriel Attal. 11 stycznia 2024 powołano członków nowego gabinetu.

## Skład rządu w dniu powołania
Ministrowie
- Premier: Élisabeth Borne
- Minister gospodarki, finansów, suwerenności przemysłowej i cyfrowej: Bruno Le Maire
- Minister spraw wewnętrznych: Gérald Darmanin
- Minister do spraw Europy i spraw zagranicznych: Catherine Colonna
- Minister sprawiedliwości i strażnik pieczęci: Éric Dupond-Moretti
- Minister ekologii i spójności terytorialnej: Amélie de Montchalin
- Minister edukacji narodowej i młodzieży: Pap Ndiaye
- Minister obrony: Sébastien Lecornu
- Minister zdrowia i profilaktyki: Brigitte Bourguignon
- Minister pracy, zatrudnienia i integracji: Olivier Dussopt
- Minister solidarności, autonomii i osób niepełnosprawnych: Damien Abad
- Minister szkolnictwa wyższego i badań naukowych: Sylvie Retailleau
- Minister rolnictwa i suwerenności żywnościowej: Marc Fesneau
- Minister transformacji i służb publicznych: Stanislas Guerini
- Minister do spraw terytoriów zamorskich: Yaël Braun-Pivet
- Minister kultury: Rima Abdul-Malak
- Minister transformacji energetycznej: Agnès Pannier-Runacher
- Minister sportu oraz do spraw igrzysk olimpijskich i paraolimpijskich: Amélie Oudéa-Castéra

Ministrowie delegowani (podlegli innym ministrom)
- Ds. relacji z parlamentem i demokracji: Olivier Véran (przy premierze)
- Ds. równości płci, różnorodności i równych szans: Isabelle Lonvis-Rome (przy premierze)
- Ds. rachunków publicznych: Gabriel Attal (przy ministrze gospodarki, finansów, suwerenności przemysłowej i cyfrowej)
- Ds. wspólnot terytorialnych: Christophe Béchu (przy ministrze spraw wewnętrznych oraz ministrze ekologii i spójności terytorialnej)
- Ds. handlu zagranicznego i promocji: Franck Riester (przy ministrze do spraw Europy i spraw zagranicznych)
- Ds. Europy: Clément Beaune (przy ministrze do spraw Europy i spraw zagranicznych)

Sekretarze stanu
- Przy premierze: Olivia Grégoire, Justine Benin, Charlotte Caubel
- Przy ministrach: Chrysoula Zacharopoulou

## Zmiany w składzie rządu (sprzed rekonstrukcji)
25 czerwca 2022
W związku z kandydowaniem na urząd przewodniczącego Zgromadzenia Narodowego z rządu odeszła Yaël Braun-Pivet; obowiązki ministra do spraw terytoriów zamorskich przejęła premier.

## Skład rządu w wyniku powyborczej rekonstrukcji z 4 lipca 2022
Ministrowie
- Premier: Élisabeth Borne
- Minister gospodarki, finansów, suwerenności przemysłowej i cyfrowej: Bruno Le Maire
- Minister spraw wewnętrznych i do spraw terytoriów zamorskich: Gérald Darmanin
- Minister do spraw Europy i spraw zagranicznych: Catherine Colonna
- Minister sprawiedliwości i strażnik pieczęci: Éric Dupond-Moretti
- Minister obrony: Sébastien Lecornu
- Minister pracy, zatrudnienia i integracji: Olivier Dussopt
- Minister edukacji narodowej i młodzieży: Pap Ndiaye
- Minister szkolnictwa wyższego i badań naukowych: Sylvie Retailleau
- Minister rolnictwa i suwerenności żywnościowej: Marc Fesneau
- Minister ekologii i spójności terytorialnej: Christophe Béchu
- Minister transformacji energetycznej: Agnès Pannier-Runacher
- Minister kultury: Rima Abdul-Malak
- Minister zdrowia i profilaktyki: François Braun
- Minister solidarności, autonomii i osób niepełnosprawnych: Jean-Christophe Combe
- Minister transformacji i służb publicznych: Stanislas Guerini
- Minister sportu oraz do spraw igrzysk olimpijskich i paraolimpijskich: Amélie Oudéa-Castéra

Ministrowie delegowani (podlegli innym ministrom)
- Ds. odnowy demokracji, rzecznik prasowy rządu: Olivier Véran (przy premierze)
- Ds. relacji z parlamentem i demokracji: Franck Riester (przy premierze)
- Ds. równości płci, różnorodności i równych szans: Isabelle Lonvis-Rome (przy premierze)
- Ds. rachunków publicznych: Gabriel Attal (przy ministrze gospodarki, finansów, suwerenności przemysłowej i cyfrowej)
- Ds. przemysłu: Roland Lescure (przy ministrze gospodarki, finansów, suwerenności przemysłowej i cyfrowej)
- Ds. transformacji cyfrowej i telekomunikacji: Jean-Noël Barrot (przy ministrze gospodarki, finansów, suwerenności przemysłowej i cyfrowej)
- Ds. małej i średniej przedsiębiorczości, handlu, rzemiosła i turystyki: Olivia Grégoire (przy ministrze gospodarki, finansów, suwerenności przemysłowej i cyfrowej)
- Ds. wspólnot terytorialnych: Caroline Cayeux (przy ministrze spraw wewnętrznych i do spraw terytoriów zamorskich oraz ministrze ekologii i spójności terytorialnej)
- Ds. terytoriów zamorskich: Jean-François Carenco (przy ministrze spraw wewnętrznych i do spraw terytoriów zamorskich)
- Ds. handlu zagranicznego, promocji i Francuzów poza granicami kraju: Olivier Becht (przy ministrze do spraw Europy i spraw zagranicznych)
- Ds. kształcenia zawodowego i szkoleń zawodowych: Carole Grandjean (przy ministrze pracy, zatrudnienia i integracji oraz ministrze edukacji narodowej i młodzieży)
- Ds. transportu: Clément Beaune (przy ministrze ekologii i spójności terytorialnej)
- Ds. miast i mieszkalnictwa: Olivier Klein (przy ministrze ekologii i spójności terytorialnej)
- Ds. organizacji terytorialnej i zawodów w służbie zdrowia: Agnès Firmin Le Bodo (przy ministrze zdrowia i profilaktyki)
- Ds. osób niepełnosprawnych: Geneviève Darrieussecq (przy ministrze solidarności, autonomii i osób niepełnosprawnych)

Sekretarze stanu
- Przy premierze: Charlotte Caubel, Hervé Berville, Marlène Schiappa
- Przy ministrach: Sonia Backès, Laurence Boone, Chrysoula Zacharopoulou, Sarah El Haïry, Patricia Mirallès, Bérangère Couillard, Dominique Faure

## Zmiany w składzie rządu (po powyborczej rekonstrukcji)
28 listopada 2022
Z rządu odeszła Caroline Cayeux, Dominique Faure została awansowana na ministra delegowanego ds. wspólnot terytorialnych i wsi (przy ministrze spraw wewnętrznych i do spraw terytoriów zamorskich oraz ministrze ekologii i spójności terytorialnej).
20 lipca 2023
Z rządu odeszli ministrowie Pap Ndiaye, François Braun i Jean-Christophe Combe. Nowymi ministrami zostali Gabriel Attal (minister edukacji i młodzieży), Aurélien Rousseau (minister zdrowia i profilaktyki) oraz Aurore Bergé (minister solidarności i rodziny).
Zdymisjonowani zostali ministrowie delegowani Olivier Klein, Jean-François Carenco, Isabelle Lonvis-Rome i Geneviève Darrieussecq oraz sekretarz stanu Marlène Schiappa. Zmieniono zakres obowiązków sekretarz stanu Sarah El Haïry. Nowe funkcje w rządzie otrzymali Jean-Noël Barrot (minister delegowany ds. cyfryzacji – przy ministrze gospodarki, finansów, suwerenności przemysłowej i cyfrowej) oraz Bérangère Couillard (minister delegowany ds. równości płci i przeciwdziałania dyskryminacji – przy premierze). Stanowiska ministrów delegowanych objęli: Thomas Cazenave (ds. rachunków publicznych – przy ministrze gospodarki, finansów, suwerenności przemysłowej i cyfrowej), Philippe Vigier (ds. terytoriów zamorskich – przy ministrze spraw wewnętrznych i do spraw terytoriów zamorskich), Patrice Vergriete (ds. mieszkalnictwa – przy ministrze ekologii i spójności terytorialnej) oraz Fadila Khattabi (ds. osób niepełnosprawnych – przy ministrze solidarności i osób niepełnosprawnych). Nowymi sekretarzami stanu przy ministrach zostały Sabrina Agresti-Roubache i Prisca Thevenot.
10 października 2023
Z rządu odeszła Sonia Backès.
20 grudnia 2023
Z rządu odszedł Aurélien Rousseau; nowym ministrem zdrowia i profilaktyki została Agnès Firmin Le Bodo (pozostała przy tym odpowiedzialna za sprawy organizacji terytorialnej i zawodów w służbie zdrowia).